# NGC 79
NGC 79 là một thiên hà hình elip được ước tính cách khoảng 240 triệu năm ánh sáng trong chòm sao Tiên Nữ. Độ lớn biểu kiến của nó là 14,9. Nó được Guillaume Bigourdan tiết lộ vào ngày 14 tháng 11 năm 1884.